# Aneomochtherus psathyrus
Aneomochtherus psathyrus là một loài ruồi trong họ Asilidae. Aneomochtherus psathyrus được Tsacas miêu tả năm 1968. Loài này phân bố ở vùng Cổ Bắc giới và châu Á.